# Sisyphus schaefferi
Sisyphus schaefferi är en skalbaggsart som beskrevs av Carl von Linné 1758. Sisyphus schaefferi ingår i släktet Sisyphus och familjen bladhorningar.

## Underarter
Arten delas in i följande underarter:
- S. s. morio
- S. s. boschniaki

## Bildgalleri

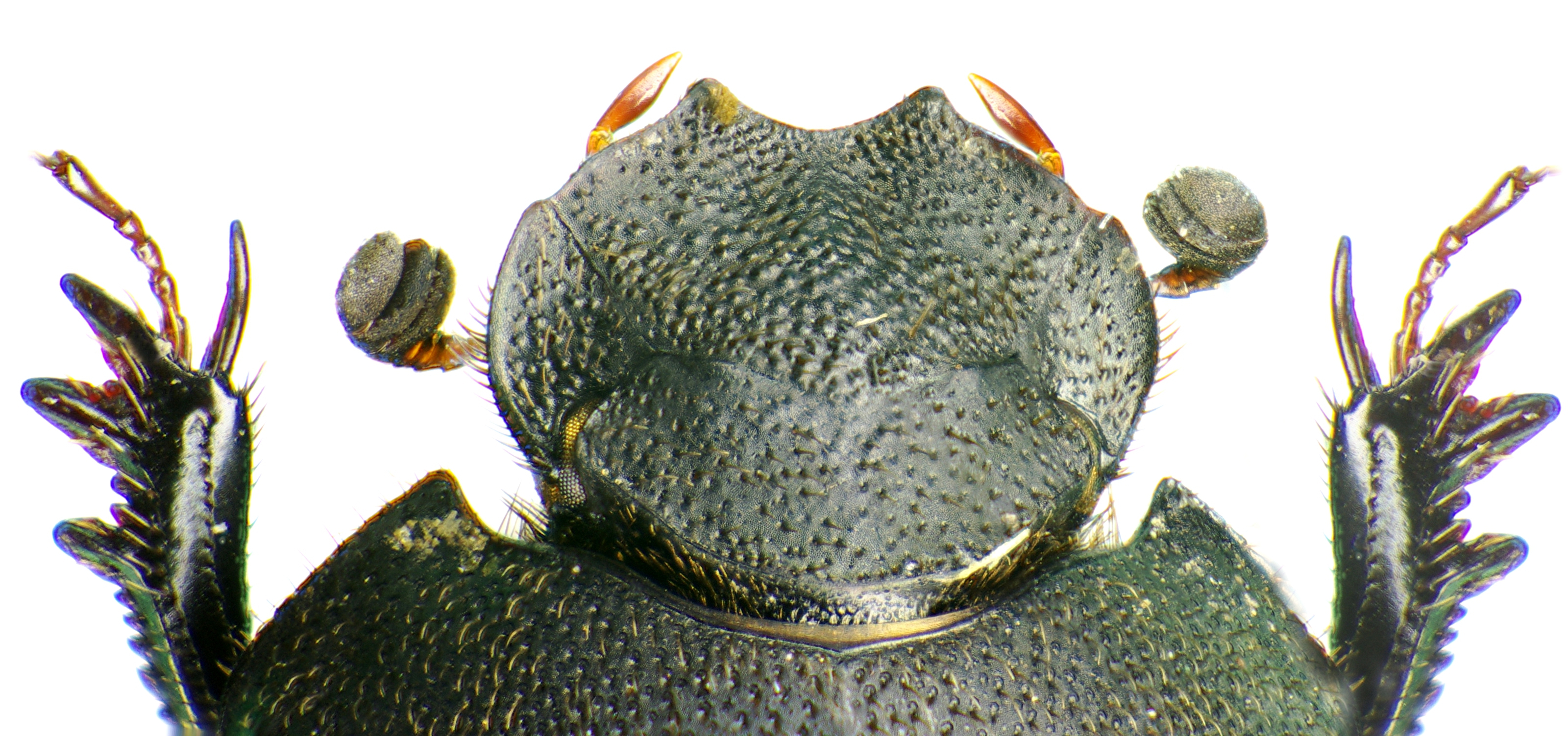
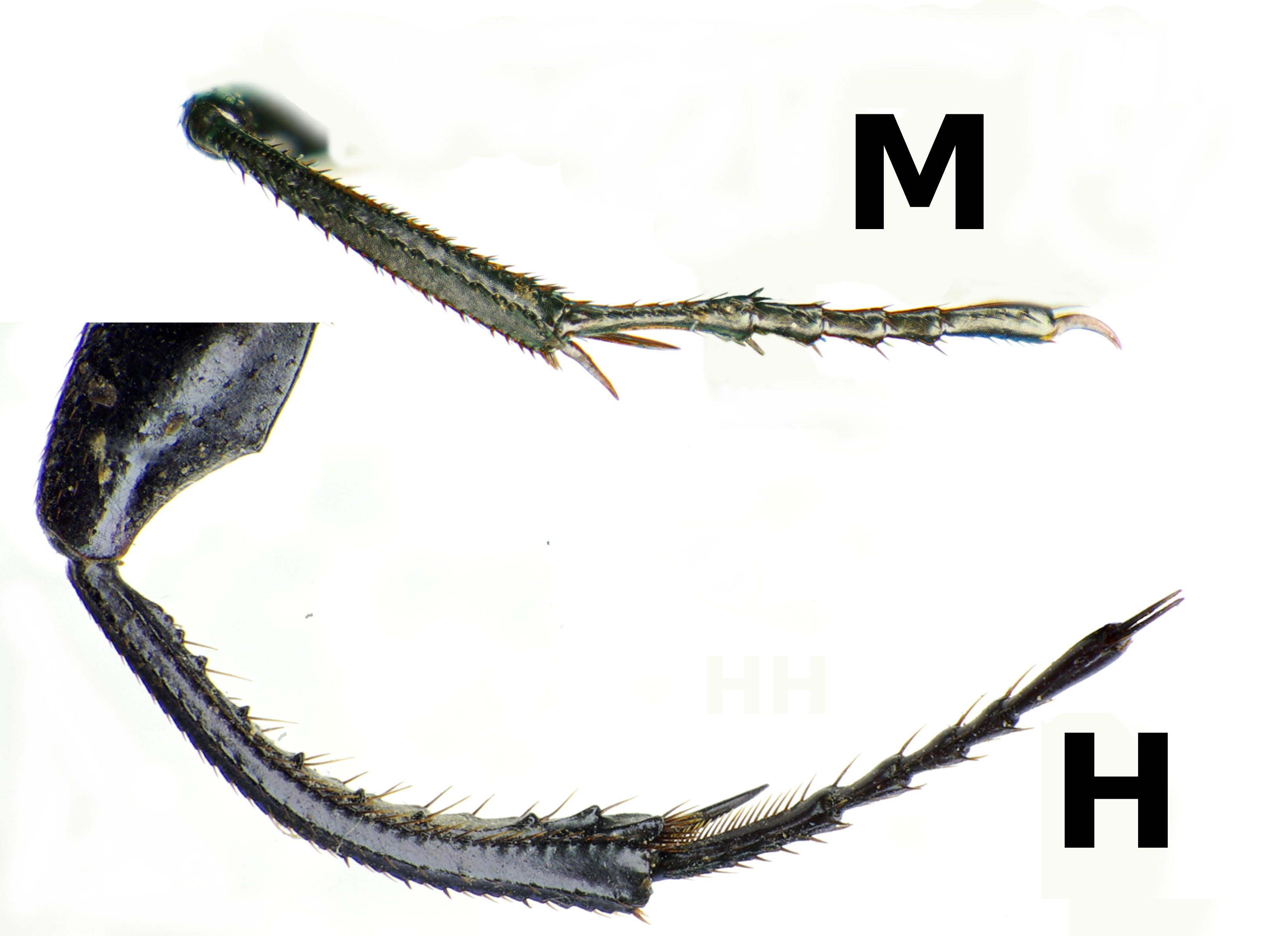
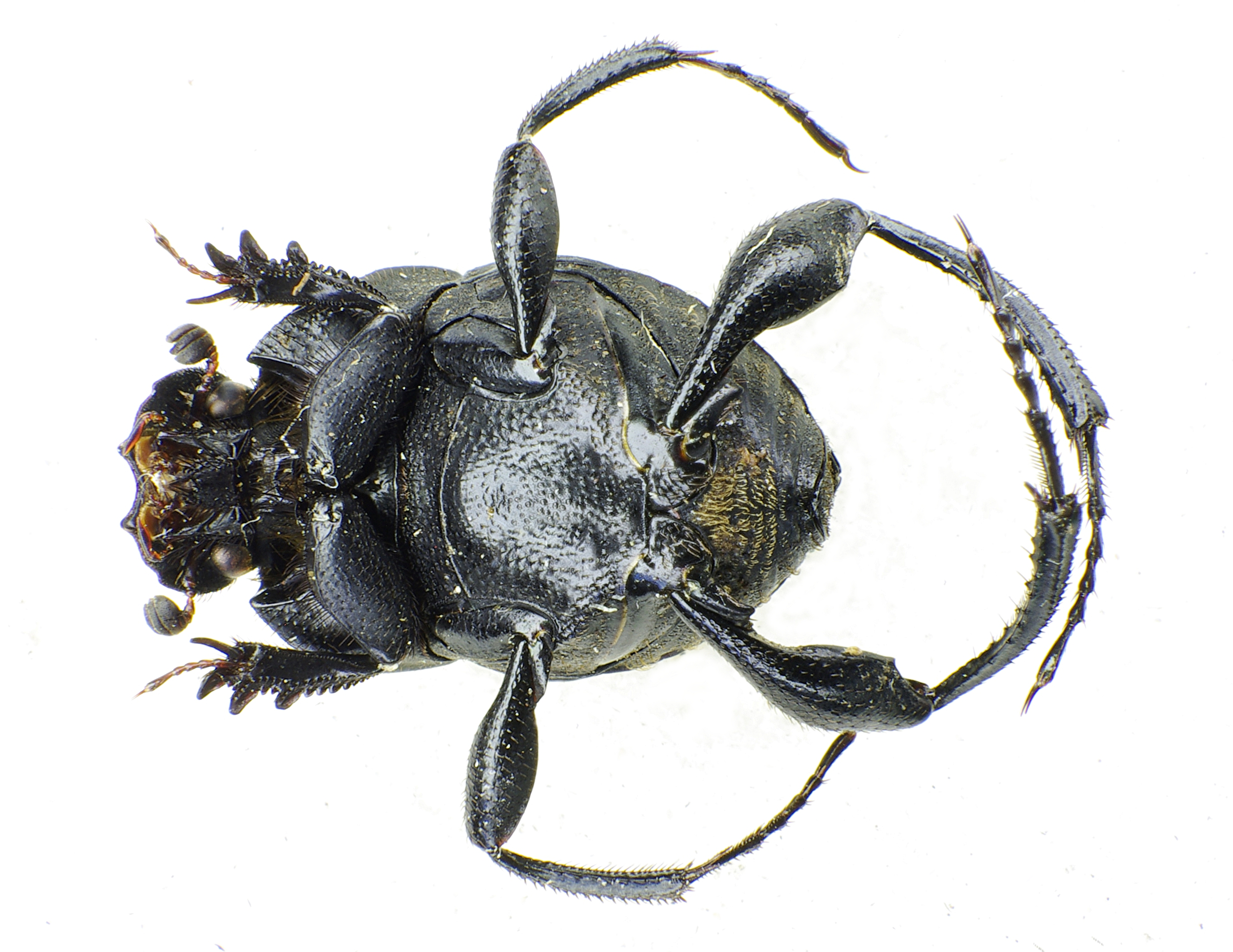
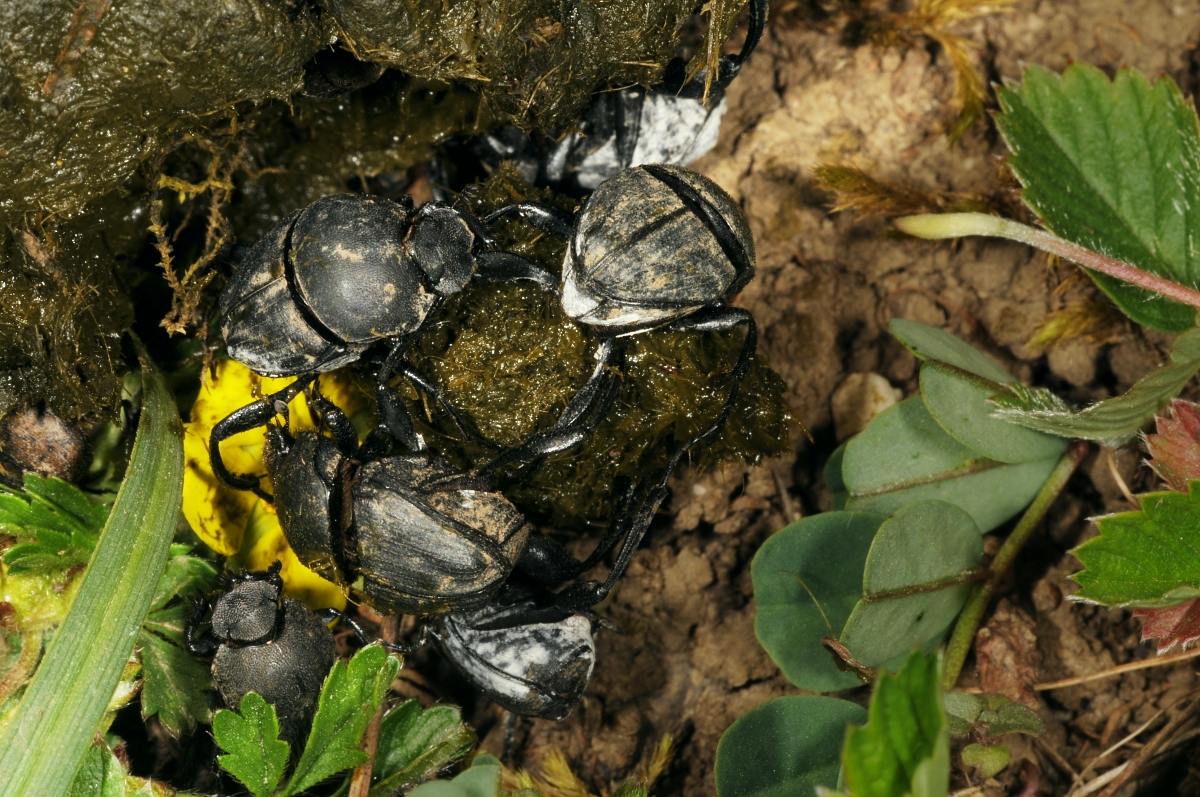